# Михайлівці (Могилів-Подільський район)
Миха́йлівці — село в Україні, у Мурованокуриловецькій селищній громаді Могилів-Подільського району Вінницької області. Населення становить 987 осіб. 
Село знаходиться за 20 км від центру громади та за 18 км від залізничної станції Копай. До 2020 Михайловецькій сільській раді були підпорядковані населені пункти Красне та Яр. В селі працюює дитячий садок, середня школа, сільське професійно-технічне училище, бібліотека, клуб, магазини.

## Історія
Історичні документи засвідчують, що село Михайлівці засноване 1403 року. 
Село пам'ятне тим, що 29 лютого 1768-го року в домі Рафала Дзержка був підписаний документ про створення Барської конфедерації.
В 1905 року тут відбувся страйк селян. 
7 (20) листопада 1917 року, відповідно до Третього Універсалу Української Центральної Ради, увійшло до складу Української Народної Республіки.
Під час Другої світової війни, у лютому 1944 року, у Михайлівцях тимчасово розміщався штаб Вінницького партизанського з'єднання.
14 лютого 2019 громада УПЦ МП Святого Архістратига Михаїла перейшла до складу Вінницько-Тульчинської єпархії ПЦУ.
12 червня 2020 року, відповідно до Розпорядження Кабінету Міністрів України № 707-р «Про визначення адміністративних центрів та затвердження територій територіальних громад Вінницької області», увійшло до складу Мурованокуриловецької селищної громади.
19 липня 2020 року, в результаті адміністративно-територіальної реформи та ліквідації Мурованокуриловецького району, село увійшло до складу новоутвореного Могилів-Подільського району.

## Відомі уродженці
- Дмитро Максимович Прикордонний (1912 — 1980) — український радянський журналіст, відповідальний редактор газети «Радянська Україна». Перший редактор ілюстрованого журналу «Україна». Головний редактор сценарно-редакційної колегії Держкіно Української РСР;

- Савуляк Валерій Іванович (1948) — український науковець, доктор технічних наук, професор кафедри галузевого машинобудування Вінницького національного технічного університету, відмінник освіти України.

## Пам'ятки

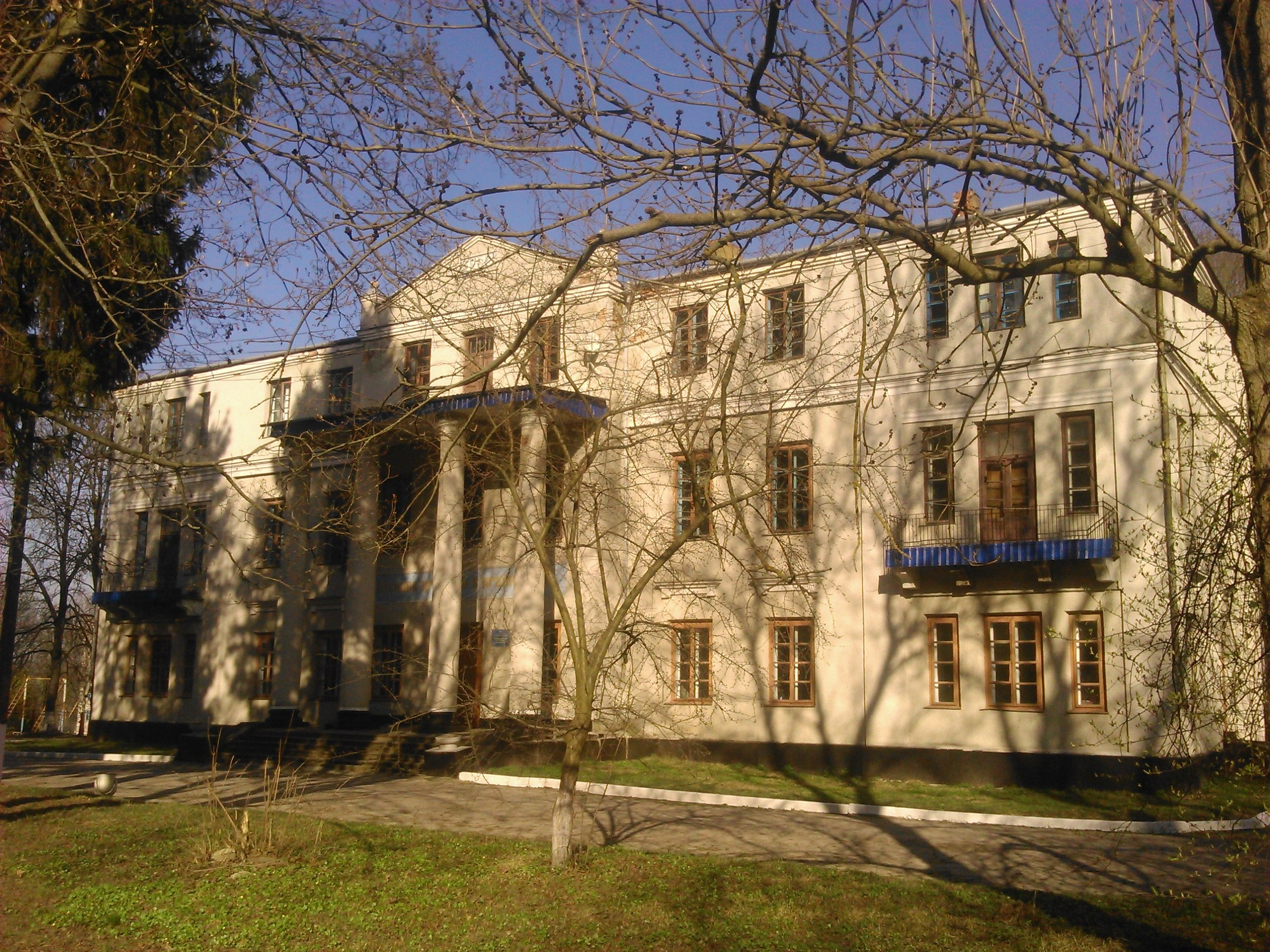
Палацо-парковий комплекс садиби Собанських 18-19 ст.
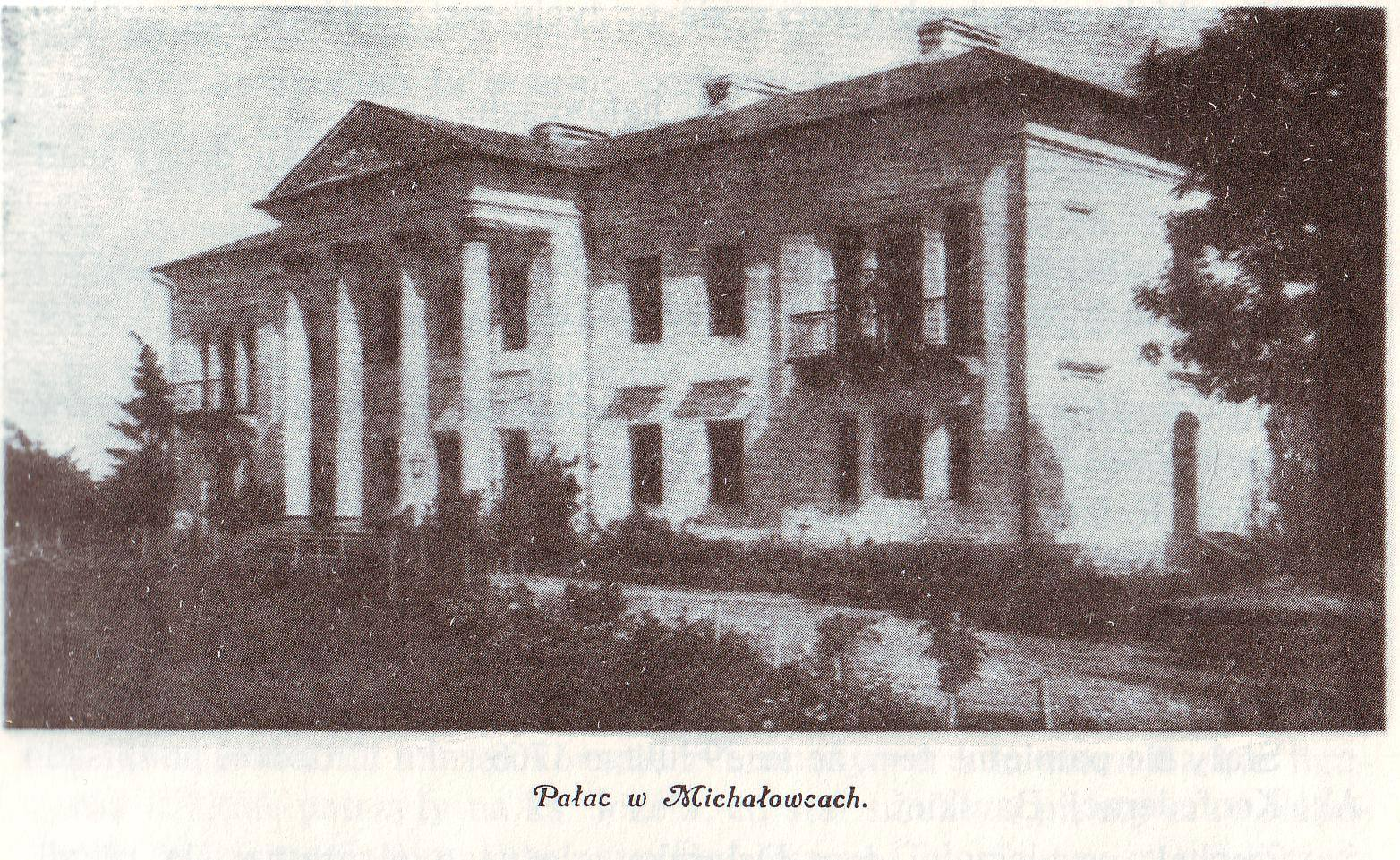
Палац садиби Собанських 18-19 ст. (фото з польської Вікіпедії, Варшава 1928 р.)

- В центрі села серед парку знаходиться садиба 18-19 ст., власниками якої були польські шляхтичі Собанські.
- Михайловецький парк — парк-пам'ятка садово-паркового мистецтва місцевого значення.
- В селі споруджено пам'ятник воїнам-односельцям, що загинули в боях з фашистськими загарбниками.

## Галерея

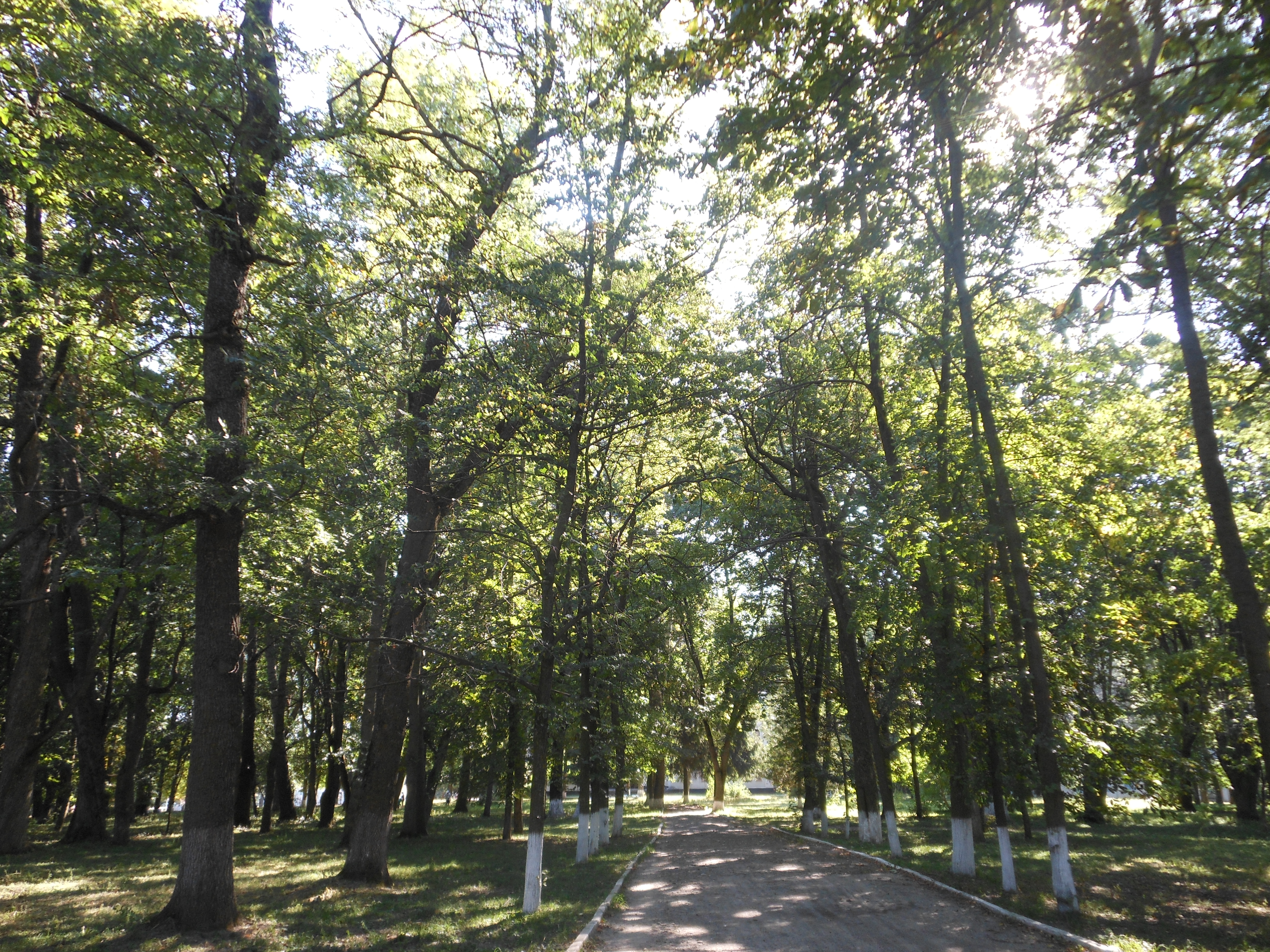
Парк садиби Собанських
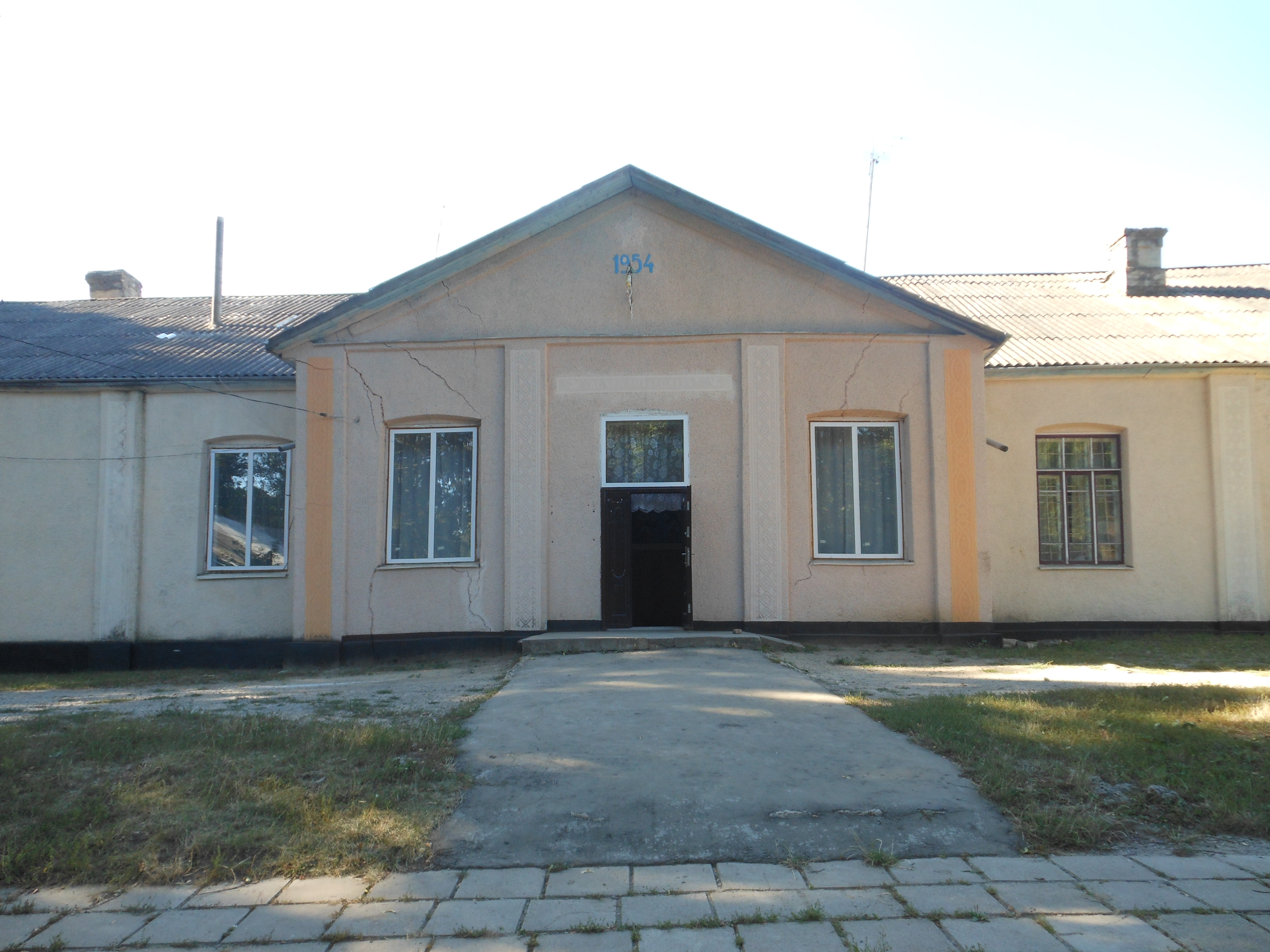
Будинок культури в с. Михайлівці
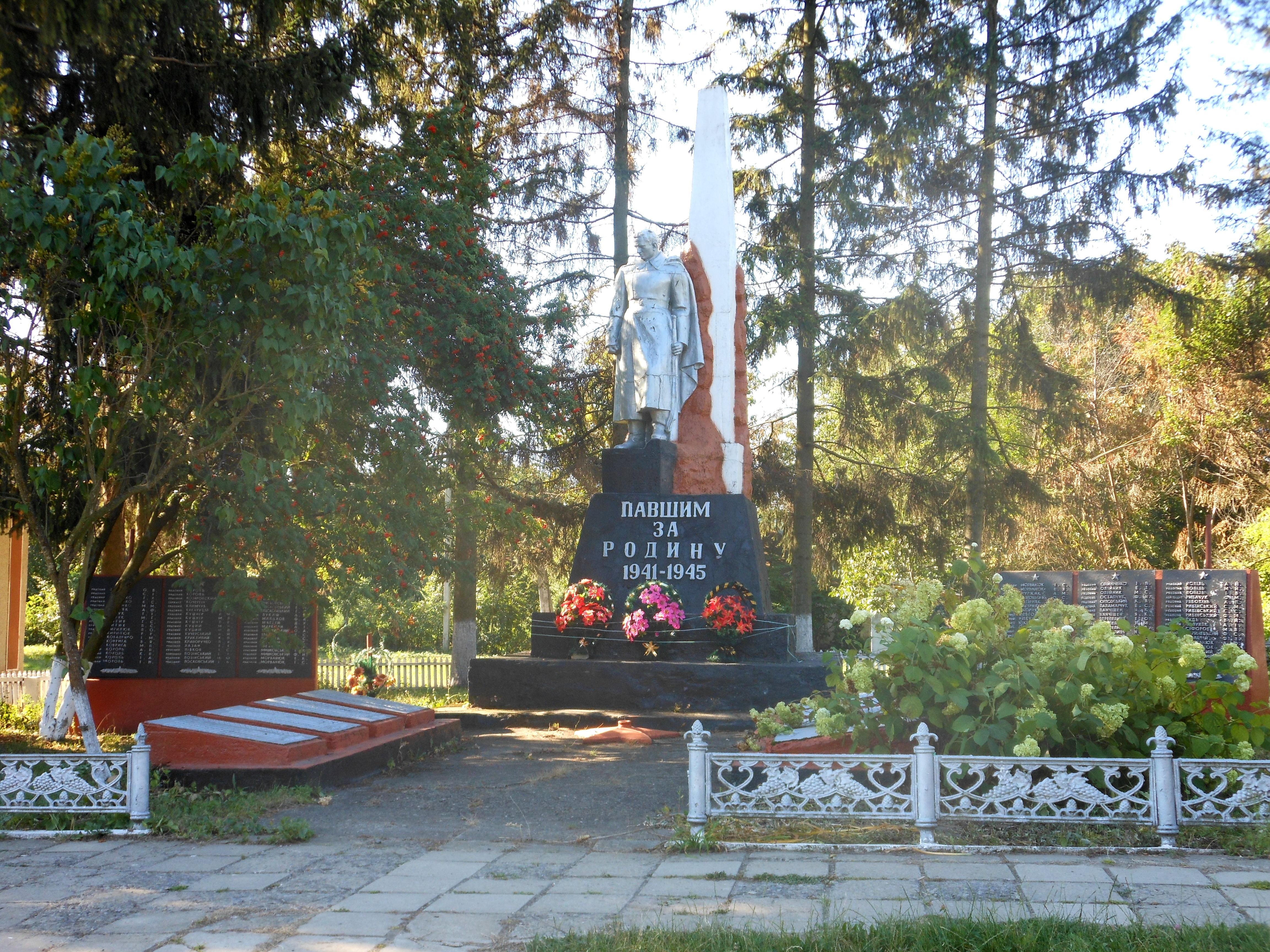
Пам’ятник 237 воїнам – односельчанам, загиблим на фронтах ВВВ
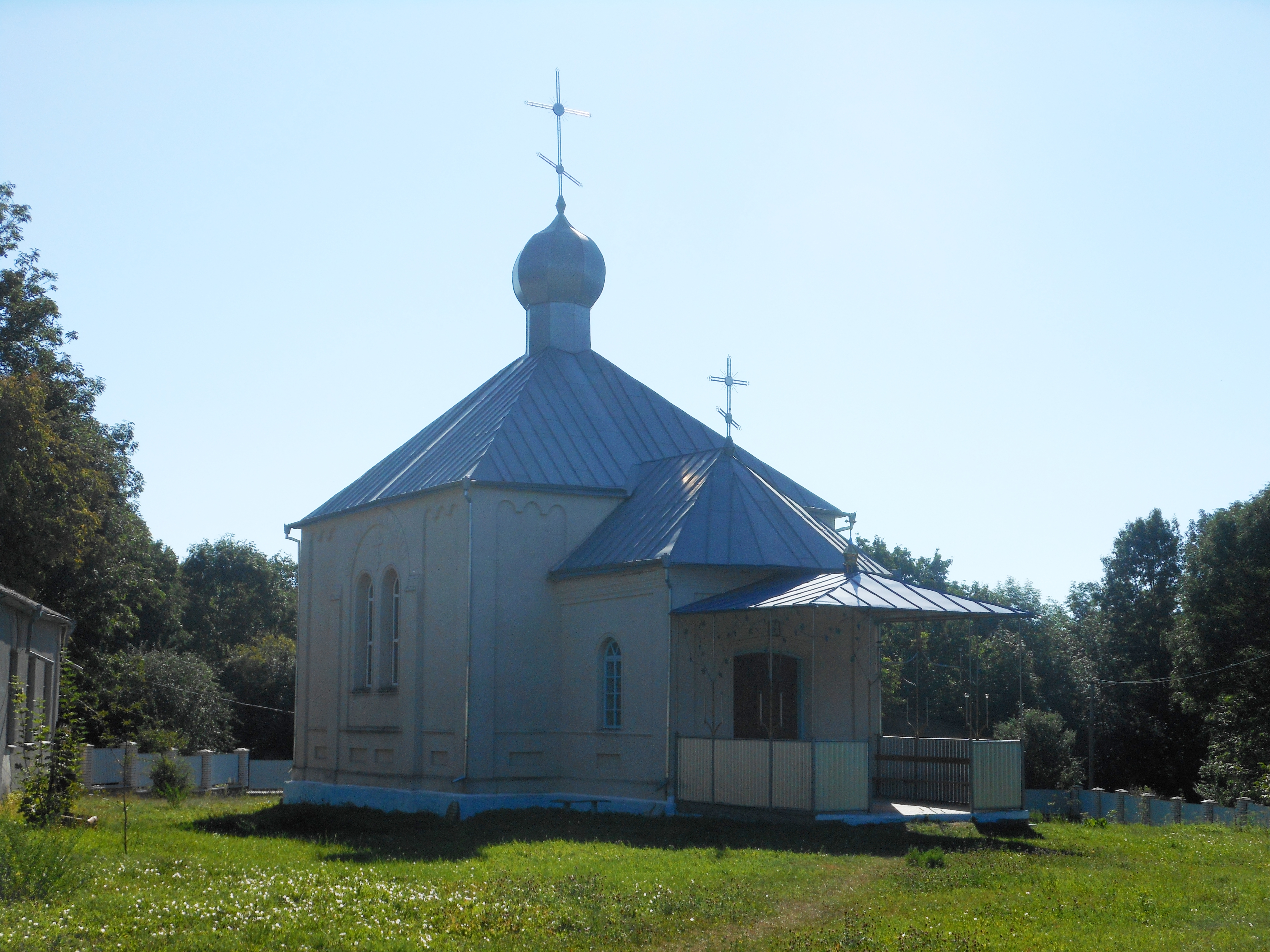
Церква